# Оксфордский словарь Византии
Оксфордский словарь Византии (англ. The Oxford Dictionary of Byzantium, сокращённо ODB) — трёхтомный исторический словарь, опубликованный в июне 1991 года издательством Оксфордского университета. Содержит всестороннюю информацию по Византийской империи. Главный редактор — А. П. Каждан.

## Описание
Словарь доступен как в печатном виде, так и в электронной версии в «The Oxford Digital Reference Shelf» (при условии регистрации).
В словаре имеется более 5000 статей, охватывающих всю историю Византии. Издание содержит биографии выдающихся политических и литературных деятелей, подробные статьи на религиозные, социальные, культурные, юридические и политические темы. Культурные темы включают музыку, богословие и искусство. Также раскрыты вопросы по военному искусству, демографии, образованию, сельскому хозяйству, торговле, науке, философии и медицине.
В словаре более 200 иллюстраций, таблицы и карты в качестве справочного материала для изучения византийской цивилизации.

## Награды
Оксфордский словарь Византии удостоен многочисленных наград, в том числе:
- 1991 г. — Reference Reviews Award: Лучшее специальное справочное издание.
- 1991 г. — R. R. Hawkins Award: Наиболее выдающееся профессиональное справочное или научное издание.